# Carey McLeod
Pour les articles homonymes, voir McLeod.
Carey McLeod (né le 14 avril 1998) est un athlète jamaïcain, spécialiste du saut en longueur et du triple saut.

## Biographie
En 2021, il participe aux deux épreuves de sauts horizontaux lors des Jeux olympiques de Tokyo mais il est éliminé lors des qualifications.
Étudiant à l'Université de l'Arkansas au Etats-Unis, il remporte le 10 mars 2023 à Albuquerque les championnats NCAA en salle en établissant un nouveau record de Jamaïque en salle du saut en longueur avec 8,40 m. Le 7 juin, il remporte le titre NCAA en plein air avec 8,26 m.

## Palmarès
| Date | Compétition                        | Lieu     | Résultat | Épreuve   | Marque  |
| ---- | ---------------------------------- | -------- | -------- | --------- | ------- |
| 2017 | Championnats panaméricains juniors | Trujillo | 2e       | 4 × 100 m | 39 s 74 |
| 2023 | Championnats du monde              | Budapest | 4e       | Longueur  | 8,27 m  |
| 2024 | Championnats du monde en salle     | Glasgow  | 3e       | Longueur  | 8,21 m  |
| 2024 | Jeux olympiques                    | Paris    | 12e      | Longueur  | 7,82 m  |

## Records
| Épreuve          | Épreuve   | Marque      | Lieu            | Date            |
| ---------------- | --------- | ----------- | --------------- | --------------- |
| Saut en longueur | Plein air | 8,34 m      | College Station | 14 mai 2021     |
| Saut en longueur | En salle  | 8,40 m (NR) | Albuquerque     | 10 mars 2023    |
| Triple saut      | Plein air | 16,40 m     | Eugene          | 11 juin 2021    |
| Triple saut      | En salle  | 17,17 m     | Fayetteville    | 27 février 2021 |